# Rieulay
Rieulay (Aussprache [ʁjœˈlɛ]) ist eine französische Gemeinde mit 1226 Einwohnern (Stand: 1. Januar 2022) im Département Nord in der Region Hauts-de-France. Sie gehört zum Arrondissement Douai und ist Mitglied im Gemeindeverband Communauté d’agglomération Cœur d’Ostrevent. Die Einwohner werden Rieulaysiens und Rieulaysiennes genannt.

## Geographie
Die Gemeinde Rieulay liegt im Nordfranzösischen Kohlevier und im Regionalen Naturpark Scarpe-Schelde, etwa zwölf Kilometer ostnordöstlich von Douai und etwa 19 Kilometer westnordwestlich von Valenciennes. Die kanalisierte Scarpe begrenzt die Gemeinde im  Norden und Nordosten. Die Grande Traitoire durchquert das Gemeindegebiet. Umgeben wird Rieulay von den Nachbargemeinden Marchiennes im Norden, Wandignies-Hamage im 'Nordosten und Norden, Fenain im Osten und Südosten, Somain im Süden, Bruille-lez-Marchiennes im Süden und Südwesten, Pecquencourt im Südwesten und Westen sowie Vred im Westen und Nordwesten. Durch die Gemeinde führt die Autoroute A21.

## Bevölkerungsentwicklung
| Jahr                       | 1962 | 1968 | 1975 | 1982 | 1990 | 1999 | 2006 | 2013 | 2021 |
| Einwohner                  | 1071 | 1034 | 1088 | 1271 | 1278 | 1423 | 1433 | 1369 | 1243 |
| Quellen: Cassini und INSEE |      |      |      |      |      |      |      |      |      |

## Sehenswürdigkeiten
- Kirche Saint-Amand, 1872–1875 erbaut
- Kapelle Notre-Dame-de-Bonsecours
- Taubenturm aus dem 17. Jahrhundert (Monument historique)

### Folklore und Karneval
Die Riesenfiguren  (Géants du Nord) sind in Nordfrankreich und im benachbarten Belgien eine Tradition, die auf Festen aufgeführt werden. Seit 2005 werden die Aufführungen von der UNESCO unter dem Titel Prozessionen der Riesen und Drachen aus Belgien und Frankreich als Meisterwerke des mündlichen und immateriellen Erbes der Menschheit geführt. Die Figur aus Rieulay heißt Aureily

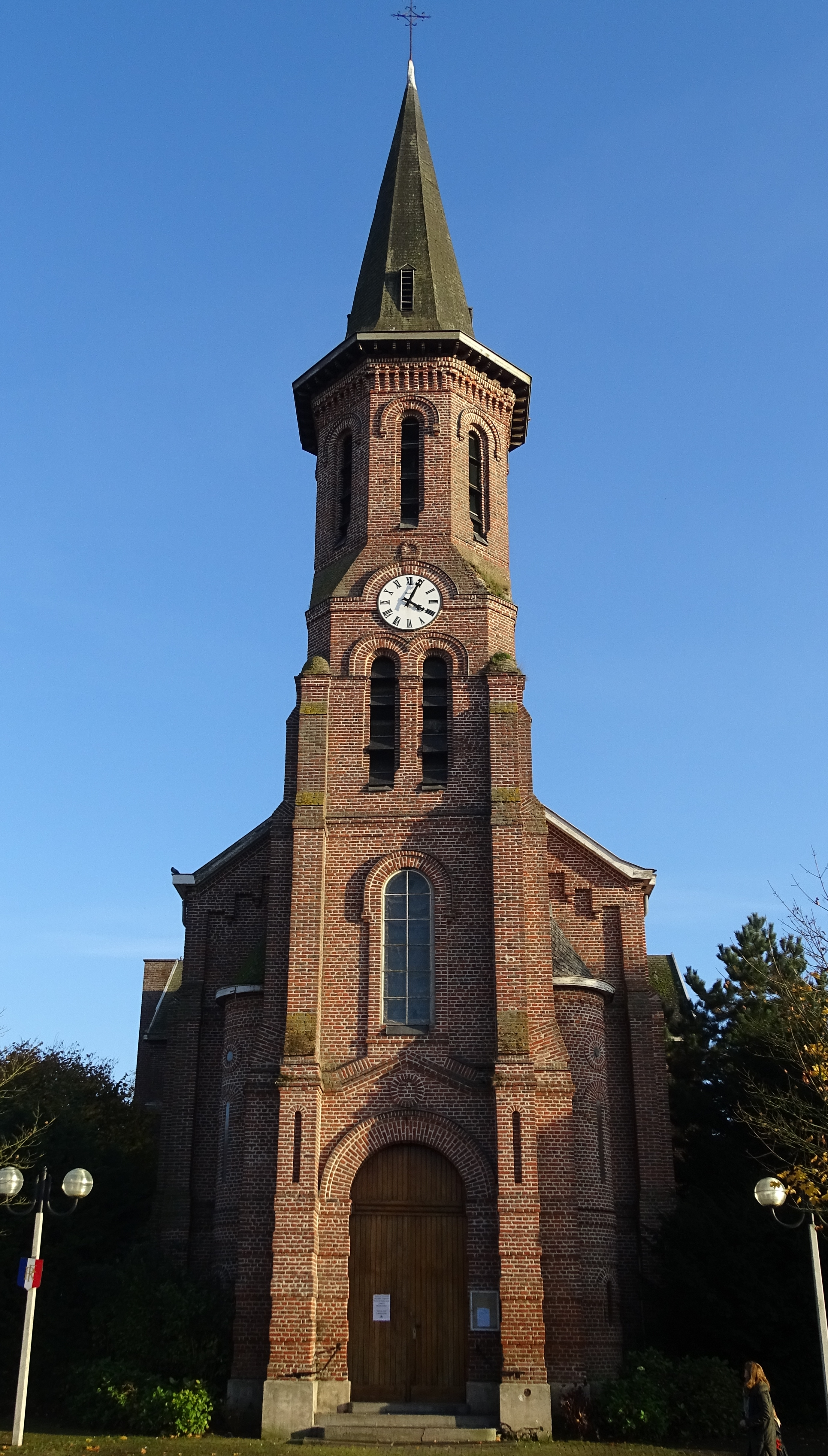
Kirche Saint-Amand
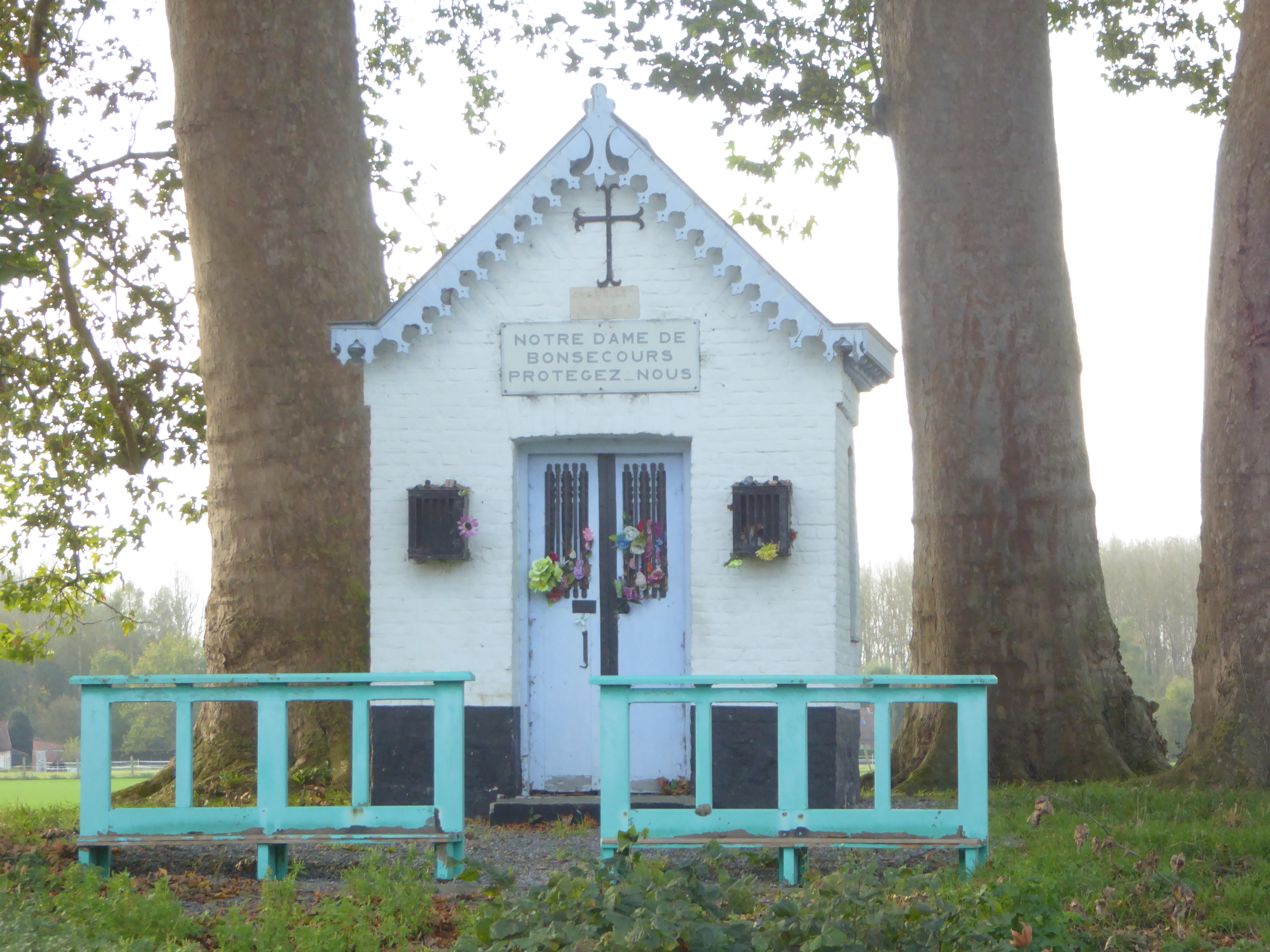
Kapelle Notre-Dame-de-Bonsecours
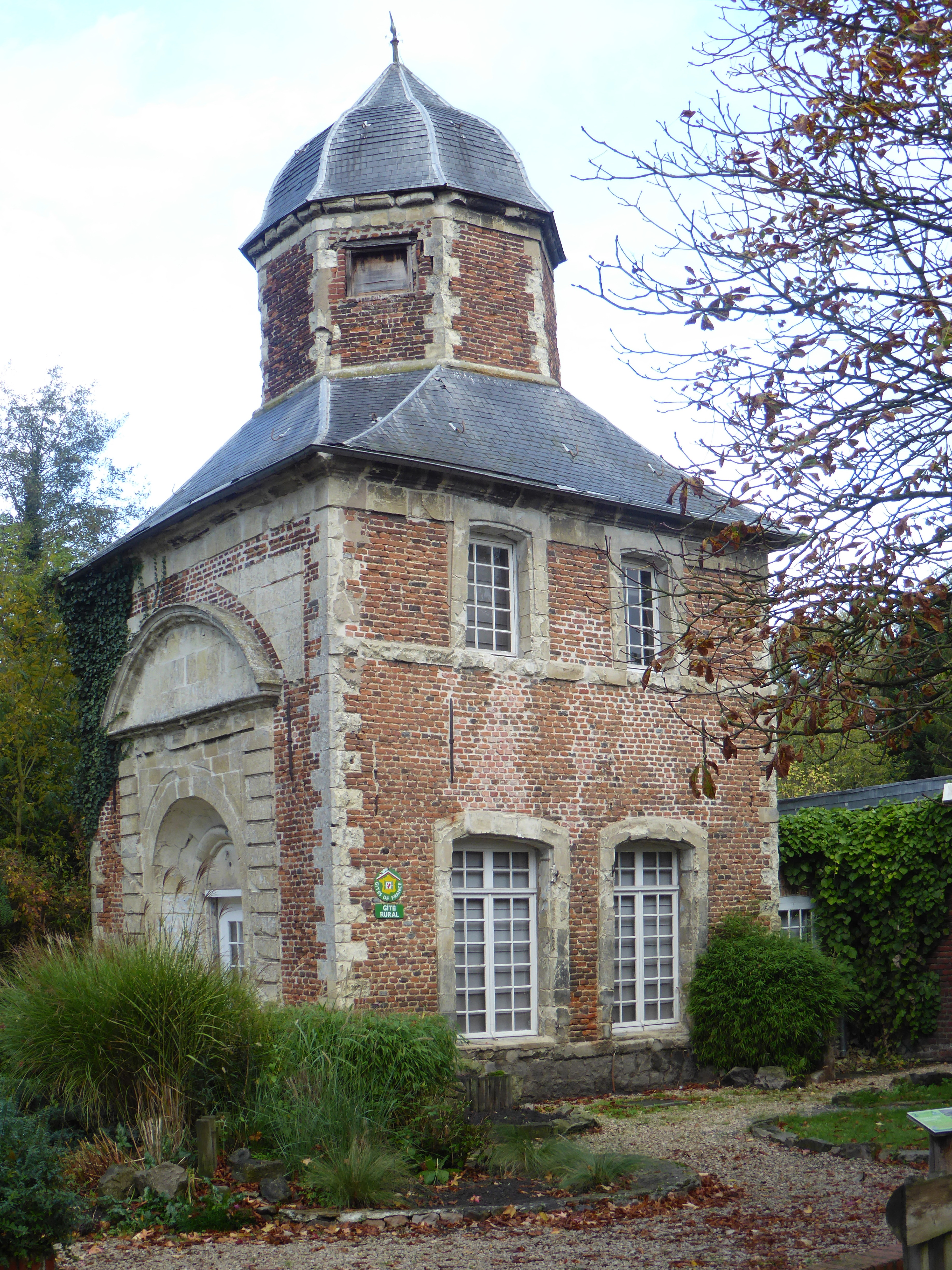
Taubenturm
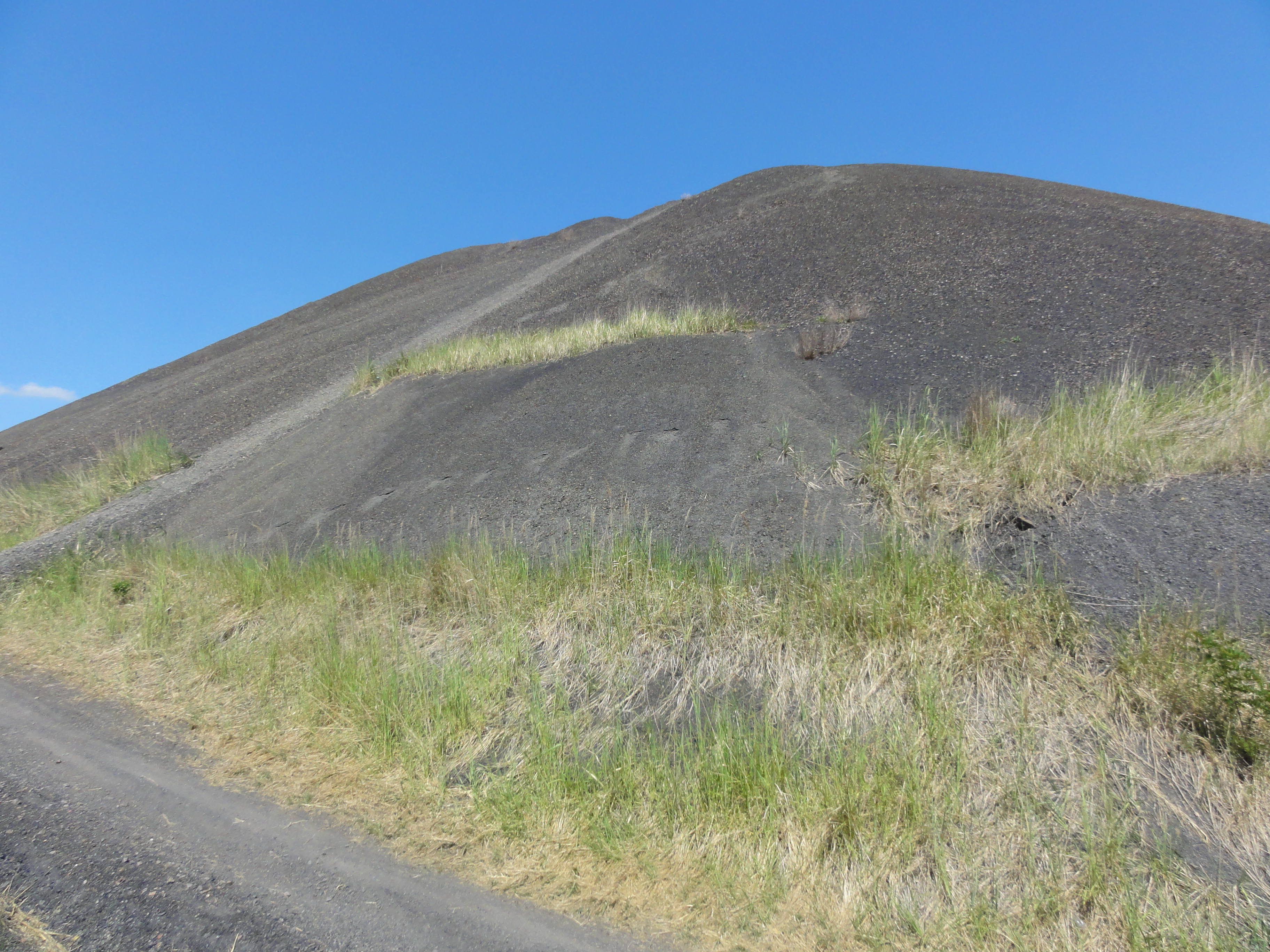
Bergbauhalde Nr. 144
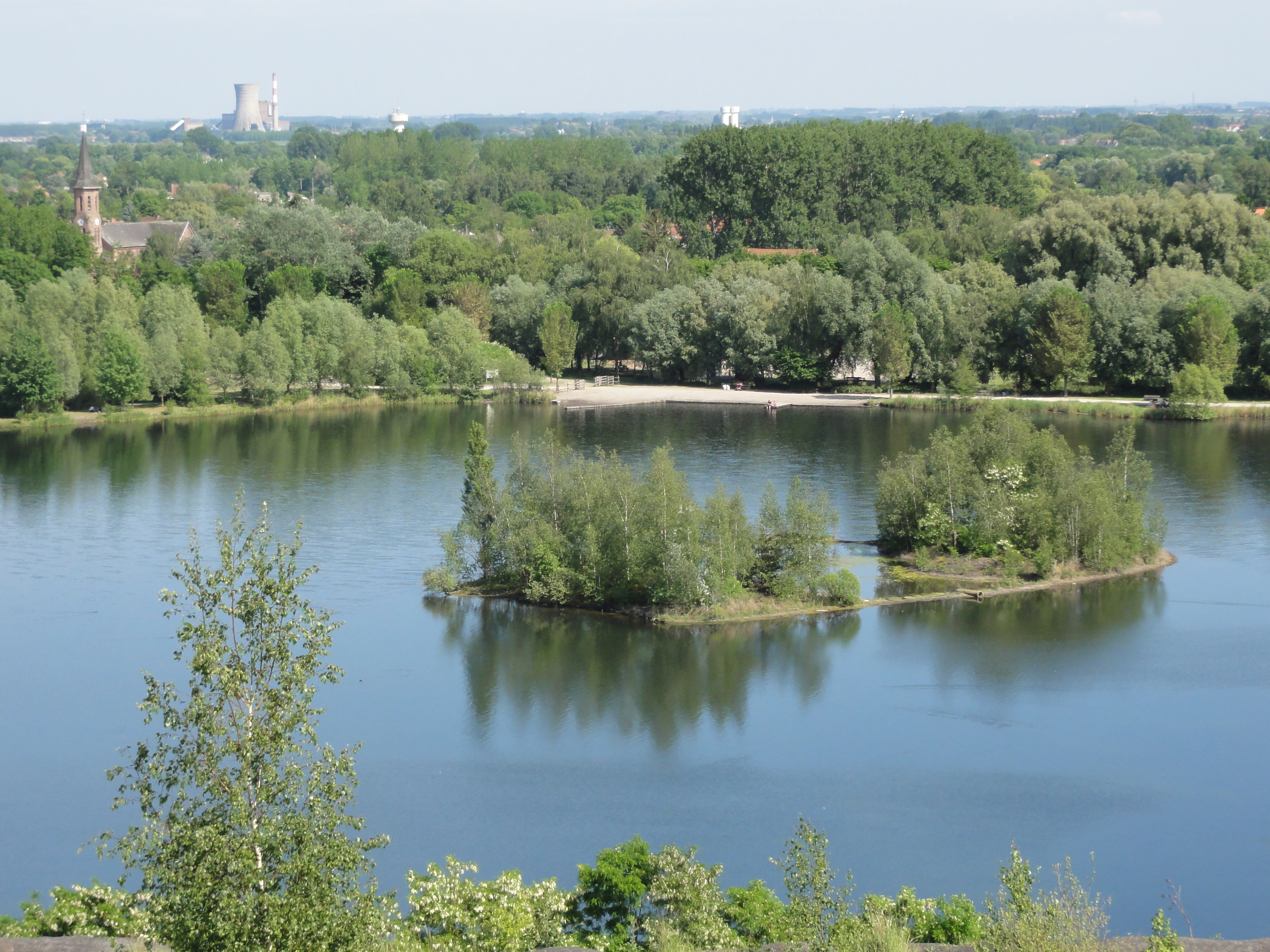
Bergbaurestloch „Étang des Argales“
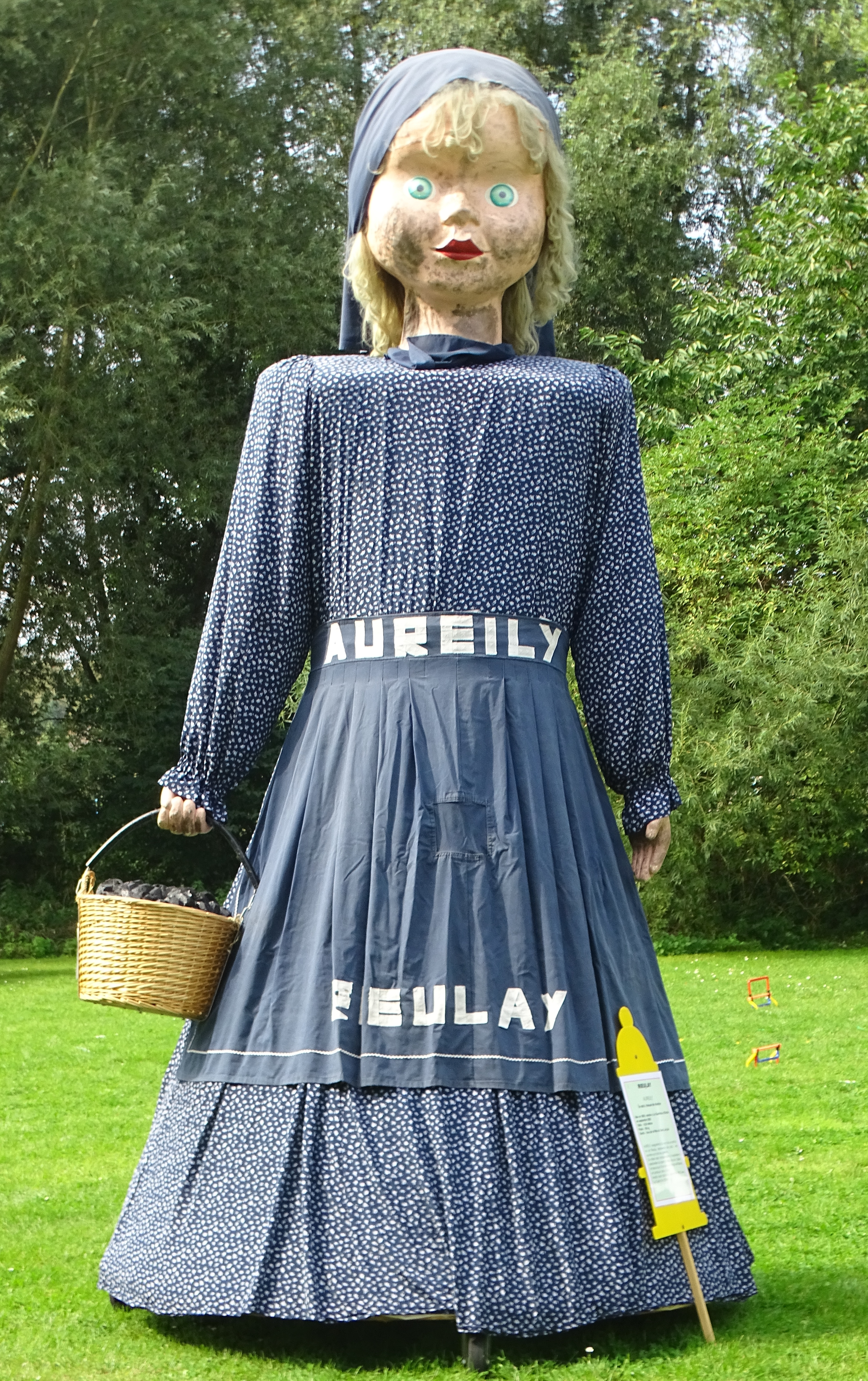
Riesenfigur „Aureily“